# Kombinirano vozilo
Kombinirano vozilo (kombi) je cestovno vozilo na motorni pogon s dva para kotača smještenih jedan iza drugog. Karakteristike vozila su da se može po potrebi koristiti za prijevoz putnika i tereta, sjedala mu se lako lako vade i/ili postavljaju.
Po vrsti tovarnog prostora se mogu podijeliti na zatvorene i otvorene (koji imaju iza putničke kabine prostor za teret).
Po namjeni se mogu podijeliti na vozilo za prijevoz manjih grupa od petnaestak ljudi i dostavno vozilo za prijevoz veće količine manjih robnih artikala, poput namirnica ili kućanskih aparata, ali i manje količine većih, poput namještaja.
Postoje tri vrste kombiniranog vozila: osobni, teretni i kombinirani.
Osobni služi za prijevoz putnika.
Teretni služi za prijevoz tereta.
Kombinirani služi za prijevoz putnika i tereta.
Svaki od njih se razlikuje po broju sjedala i po broju prozora.